# Baron Delamere

Familienwappen der Barone Delamere

Baron Delamere, of Vale Royal in the County of Chester, ist ein erblicher britischer Adelstitel in der Peerage of the United Kingdom.
Die territoriale Widmung bezieht sich auf den damaligen Familiensitz der Barone, Vale Royal Abbey in Cheshire.

## Verleihung
Der Titel wurde am 17. Juli 1821 dem ehemaligen Unterhausabgeordneten Thomas Cholmondeley verliehen.
Heutiger Titelinhaber ist dessen Ur-urenkel Hugh Cholmondeley als 5. Baron.

## Liste der Barone Delamere (1821)
- Thomas Cholmondeley, 1. Baron Delamere (1767–1855)
- Hugh Cholmondeley, 2. Baron Delamere (1811–1887)
- Hugh Cholmondeley, 3. Baron Delamere (1870–1931)
- Thomas Cholmondeley, 4. Baron Delamere (1900–1979)
- Hugh Cholmondeley, 5. Baron Delamere (* 1934)

Titelerbe (Heir apparent) ist der Enkel des aktuellen Titelinhabers, Hugh Cholmondeley (* 1998).